# 治喪委員會
治喪委員會（英語：Funeral committee）指的是爲辦理喪事而成立的單位，負責一切與喪事有關的事宜，一般也可以稱爲治喪小組或治喪辦公室。
設立治喪委員會的情況，通常是因為死者在某個團體、組織、圈子或公司之內，具有名望和聲譽，由死者的圈內知交、好友、上司、同事、部屬組成治喪委員會，討論、協調及安排治喪的各項事宜。組成治喪委員會須擬定「治喪委員會名單」，委員須要是與死者有交誼並能到場執事者，否則不必列名，以免浮誇。
當死者本身或子女當中具有崇高聲望、社會地位或交際廣闊者，死後通常由政、商各界聯合組成治喪委員會，許多時候職務由名人來掛名，實務由其他人來處理，被認為是一大弊病。
治喪委員會的工作內容包括：
- 向死者生前的親友、參與的社團組織、工作過的單位等發出訃告；
- 協調交通、會場佈置、迎賓簽到等各項工作；
- 安排追悼、禱告、告別式等各項活動；
- 組織人員前去祭奠。